# Przemoc
     Brak danych
     <200
     200–400
     400–600
     600–800
     800–1000
     1000–1200
     1200–1400
     1400–1600
     1600–1800
     1800–2000
     2000–3000
     >3000

Lata życia skorygowane niesprawnością (wskaźnik DALY) utracone w wyniku przemocy fizycznej na każde 100 000 mieszkańców w 2002 r.
Brak danych
<200
200–400
400–600
600–800
800–1000
1000–1200
1200–1400
1400–1600
1600–1800
1800–2000
2000–3000
>3000

Przemoc – wywieranie wpływu na proces myślowy, zachowanie lub stan fizyczny osoby pomimo braku przyzwolenia tej osoby na taki wpływ w celu uzyskania jakiegoś istotnego zasobu. W odróżnieniu od agresji cechuje się intencjonalnością, racjonalnością i jest działaniem przemyślanym, a często także grupowym. Stosowana jest zarówno przez ludzi, jak i inne zwierzęta społeczne o dużym mózgu.

## Koncepcje dotyczące przemocy

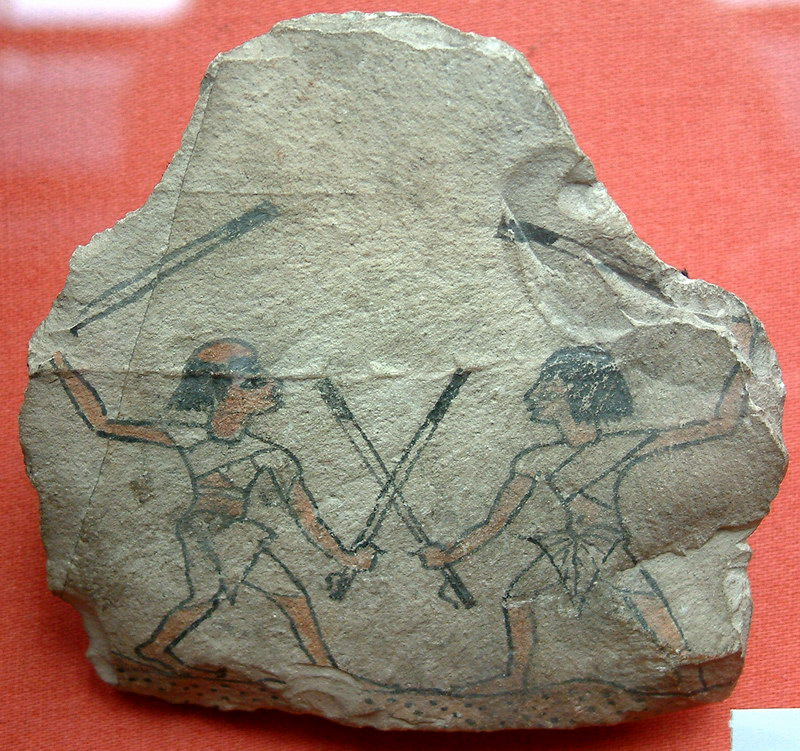
W historii ludzkości występowało wiele wojen i konfliktów. Przemoc w relacjach międzyludzkich stosowana była od najdawniejszych czasów (rysunek na kamieniu, starożytny Egipt).

Pojęcie przemocy pomimo obecnych w historii przeobrażeń znaczeniowych zawsze połączone było z relacjami między płciami, a więc z tym, co znaczy w danym społeczeństwie być mężczyzną i kobietą i z tym, jakie zależności ekonomiczne, społeczne i psychologiczne przypisywano tym kategoriom (Ebrecht 2005). Co najmniej od XVIII wieku nierówny podział władzy między kobietami i mężczyznami uzasadniano między innymi odmiennym podziałem „namiętności” oraz innym potencjałem przemocy. Realna, gotowa do zastosowania przemocy władza miałaby się koncentrować po stronie mężczyzn, podczas gdy zadanie kobiet miałoby polegać na neutralizowaniu męskiej gotowości do stosowania przemocy poprzez własne podporządkowywanie się im. Zgodnie z takim obecnym m.in. u Hobbesa i Freuda podejściem opanowanie przemocy, która zawsze istnieje w stanie potencjalnym, jest warunkiem zachowania porządku politycznego i zabezpiecza w ten sposób wszechwładzę męską.
O ile Hobbes zakładał, że w stanie natury występuje sytuacja walki każdego z każdym, o tyle dla Ludwika Gumplowicza był to stan walki między grupami dążącymi do eksterminacji innych grup. Powstanie państwa nie eliminuje przemocy i agresji, ale zamienia eksterminację wrogów w ich eksploatację, panowanie silniejszych nad słabszymi, ale także przyczynia się do powstania ujednolicającej społeczeństwo kultury. Jego podejście było przeciwstawne wobec idei Auguste’a Comte’a i Herberta Spencera zakładających możliwość postępu społecznego. Na rolę konfliktu w funkcjonowaniu grup społecznych kładł nacisk także Georg Simmel, który widział w nim czynnik spajający grupę i wyznaczający jej granice. Simmel w swej analizie nie rozróżniał jednak konfliktów związanych ze stosowaniem przemocy (przede wszystkim wojen) od konfliktów niezwiązanych z działaniem przemocowym. Max Weber z kolei wywodził stosowanie środków dyscyplinujących i funkcjonowanie organizacji biurokratycznej z przemian związanych ze stosunkiem do przemocy zbrojnej. Zarówno stosowanie przemocy, jak i groźba jej zastosowania są gwarantem istnienia związków politycznych w obrębie danego terytorium oraz gwarantem narzucanego przez ten związek porządku. Charakter związku politycznego nie jest definiowany przez cel jego działania, ale poprzez środek do osiągnięcia celu, jakim jest przemoc. Związkami politycznymi w takim rozumieniu mogą być gminy, wspólnoty domowe albo federacje cechów. Na przemoc ze strony wspólnoty politycznej bardziej narażone są osoby podlegające działaniu tej wspólnoty niż zewnętrzni wobec niej wrogowie.
W ujęciu Maxa Webera istnieje pewna różnorodność, jeżeli chodzi o relacje między religią a przemocą. Napięcie między religią promująca zasady braterstwa a aparatem przemocy pojawia się tam, gdzie religia odrzuca stosowanie przemocy, natomiast dana wspólnota religijna nie chce rezygnować z uczestnictwa w życiu politycznym. Taki stan jest jednak zazwyczaj nietrwały i określany był przez niego jako anarchistyczny. Mniejsze napięcia występują w przypadku religii, których wyznawcy nie dążą do zbawiania podbijanej ludności (islam, kalwinizm), gdzie w odniesieniu do zbawienia zakazana jest przemoc i przeciwstawianie się przemocy (buddyzm, dżinizm) lub gdzie etyka jest równoznaczna dostosowaniu się do świata (konfucjanizm).
W teorii podkultur dewiacyjnych Alberta Cohena agresja i przemoc są charakterystyczne dla przedstawicieli klas niższych, nieumiejących konkurować o pozycję społeczną z osobami z klas średnich. W klasie średniej przemoc jest eliminowana z tego powodu, że przesłaniałaby walory intelektualne wykorzystywane w utrzymywaniu relacji z innymi oraz w konkurencyjności. Koncepcja ta powstała na potrzeby wyjaśnienia zjawisk z lat 50. XX wieku, w których obserwowano akty bezsensownych (dla obserwatora z zewnątrz) wandalizmów i przemocy. Wyjaśniała ona jednak tylko rzadkie formy przestępczości w warstwach niższych, ale nie potrafiła wyjaśnić utylitarnych motywów popełniania przestępstw.
W teorii neutralizacji Davida Matzy i Greshama Sykesa stosowanie przemocy jest powiązane z kwestionowaniem ofiary (jedną z technik neutralizacji), w tym z negowaniem istnienia ofiary, albo z postrzeganiem siebie jako osoby wymierzającej sprawiedliwość. Wówczas ofiara traktowana bywa jako osoba, która zasłużyła na karę.

## Przemoc w ujęciu Światowej Organizacji Zdrowia (WHO)
Definicja WHO, przyjęta w roku 1996 i obowiązująca do tej pory, określa przemoc jako: „celowe użycie siły fizycznej lub władzy, sformułowane jako groźba lub rzeczywiście użyte, skierowane przeciwko samemu sobie, innej osobie, grupie lub społeczności, które prowadzi do wysokiego prawdopodobieństwa spowodowania obrażeń cielesnych, śmierci, szkód psychologicznych, wad rozwoju lub braku elementów niezbędnych do normalnego życia i zdrowia”. 
Według WHO, o uznaniu danego przypadku użycia siły lub władzy, lub groźby takiego użycia, za przemoc, decyduje negatywny cel i wysokie prawdopodobieństwo negatywnych skutków takiego działania. Ważnym elementem definicji WHO jest uznanie celu za składnik definicji przemocy, niezależnie od wyniku działania. To wyklucza z definicji niezamierzone zdarzenia, takie jak na przykład większość wypadków. Z kolei włączenie słowa "władza" (w oryginale "power") w dodatku do siły fizycznej rozszerza definicję na różne aspekty zależności między rządzonymi a rządzącymi, w tym na przekroczenie granic prawnie dozwolonego użycia siły, ale także na zastraszanie i różnego rodzaju zaniedbania. Użycie siły w dobrym celu nie jest według tej definicji WHO uważane za przemoc. Z kolei przemoc nie jest automatycznie tożsama z przymusem, stosowanym w celu zapewnienia przestrzegania prawa.

## Dopuszczanie przemocy w prawie
Prawo określa sytuacje, w których dopuszczalne jest stosowanie wobec kogoś przemocy, a także, kto i w jaki sposób może jej używać. Środkami przemocy dysponują zazwyczaj organy państwa. Czasami mogą je również stosować osoby prywatne (np. przy stanie wyższej konieczności). Przemoc zastosowana przez osobę nieuprawnioną jest zabroniona. W funkcjonalnej teorii kultury Bronisława Malinowskiego istnienie prawa jest wystarczającą przyczyną dla stosowania przemocy, ponieważ użycie siły jest formą ostatecznej sankcji prawnej niezależnie od powodu, do którego jest ona stosowana. W społeczeństwach pierwotnych związana jest z regułami określającymi bezpośrednie bezpieczeństwo grupy plemiennej: m.in. obronę terytorium i agresję wobec sąsiednich plemion. Przemocą jako środkiem prawomocnym w przeszłości posługiwały się nie tylko państwa, ale także zrzeszenia, a w średniowieczu czasami wszystkie osoby, które miały prawo do noszenia broni. W osiadłych społeczeństwach tradycyjnych najpierw uprawomocniały się akty przemocy stosowane wobec towarzyszy broni, którzy dopuszczali się zdrady lub odmawiali walki.
W niektórych przypadkach instytucje państwowe nadużywają wiedzy z zakresu stosowania przemocy w wyznaczonych przez siebie celach. Przypadkiem takim jest wykorzystanie wiedzy z eksperymentu więziennego do lepszego przygotowywania żołnierzy na wypadek wzięcia ich do niewoli poprzez tworzenie symulowanych obozów jenieckich. Rozwijany przez badaczy program, który miał temu służyć, wykorzystywany był później ofensywnie przez Pentagon do stosowania tortur w więzieniu Guantanamo.

## Rodzaje przemocy
Najczęściej wyróżnia się przemoc: fizyczną, psychiczną, seksualną, ekonomiczną oraz polegającą na zaniedbaniu.

### Przemoc fizyczna
Przemoc fizyczna to wywieranie wpływu na proces myślowy, zachowanie lub stan fizyczny osoby pomimo braku jej przyzwolenia przy użyciu siły fizycznej. Stanowi naruszenie nietykalności cielesnej. Przemoc fizyczną stosuje się np. przy zgwałceniu albo kneblowaniu. Natomiast w przypadkach takich jak eksmisja z mieszkania, tymczasowe aresztowanie, zastosowanie kary pozbawienia wolności itp. stosuje się przymus, chociaż w razie przekroczenia przepisów określających użycie siły może dojść do aktów przemocy.

### Przemoc psychiczna
Przemoc psychiczna to wywieranie wpływu na proces myślowy, zachowanie lub stan fizyczny osoby pomimo braku jej przyzwolenia przy użyciu środków komunikacji interpersonalnej. Typowymi środkami przemocy psychicznej są między innymi: 
1. poniżanie,
2. ośmieszanie,
3. zastraszanie[17]. Grożenie:
  - użycia przemocy fizycznej. Groźby mogą być zawoalowane – ktoś się może dowiedzieć, że ten, czy tamten miał już złamany nos albo szczękę, albo że "przecież dentysta kosztuje".
  - samobójstwem. "jak tego nie zrobisz to się zabiję", “jak to zgłosisz na policję to się zabiję".
  - swoim gniewem "jak się zdenerwuje to…"
  - skrzywdzeniem bliskich osób
  - skrzywdzeniem zwierząt,
  - zniszczeniem mienia
  - odcięciem się od ofiary.
  - skompromitowaniem kogoś. Czyli narażenie kogoś na wstyd, śmieszność lub utratę dobrej opinii
  - odcięciem kogoś od pomocy finansowej
4. wmawianie choroby psychicznej
5. izolacja społeczna[18], czyli kontrolowanie i zakazywanie bądź ograniczanie kontaktów z innymi ludźmi[16].
  - kontrolowanie, ograniczanie czy zakazywanie kontaktów z innymi ludzmi w tym z rodziną, przyjaciółmi/znajomymi, innymi ludźmi. Sprawca dąży do tego, by ofiara była samotna i zależna od sprawcy. Chcą nieustannie wiedzieć, co druga osoba robi, z kim i dlaczego. Przemocowiec robi to ponieważ nie chce żeby ofiara spotykała się z osobą, która może poinformować ofiarę, że jest ofiarą przemocy psychicznej, może krytykować zachowanie oprawcy, co mogłoby sprawić, że ofiara chciałaby oddejść od sprawcy.
  - zakazywanie kontaktów z psychologiem, psychoterapeutą czy psychiatrą lub innym specjalistą zdrowia psychicznego. "Nie możesz chodzić do psychologa szkolnego bo nam ciebie zabiorą" - rodzic wie, że stosowana wobec dziecka przemoc jest czymś złym i matka nie chce żeby odpowiednie służby się o tym dowiedziały".

Tego rodzaju przemoc jest charakterystyczna dla nowoczesnego społeczeństwa, w którym może być stosowana zarówno przez osoby znajdujące się na wyższym stanowisku w miejscu pracy, jak i przez podporządkowujący się autorytetom personel. Posłuszeństwo wobec autorytetu pozwala na zrzucenie odpowiedzialności na przełożonych.

### Cyberprzemoc
Cyberprzemoc (ang. cyberbullying) – to wszelka przemoc z użyciem technologii informacyjnych i komunikacyjnych – komunikatorów, czatów, stron internetowych, blogów, SMS-ów, MMS-ów.
Przykłady cyberprzemocy:
- wysyłanie wulgarnych e-maili i SMS-ów
- kłótnie internetowe
- publikowanie i rozsyłanie ośmieszających informacji, zdjęć i filmów
- podszywanie się pod inną osobę
- obraźliwe komentowanie wpisów na blogu
- przesyłanie linków z obraźliwymi zdjęciami i filmikami znajomym

### Według środowiska

#### Przemoc w rodzinie
Przemoc w rodzinie to zamierzone, wykorzystujące przewagę sił działanie przeciw członkowi rodziny, naruszające prawa i dobra osobiste, powodujące cierpienie i szkody. W relacji jedna ze stron ma przewagę nad drugą. Ofiara jest zazwyczaj słabsza, a sprawca silniejszy. W Polsce zgodnie z art. 207 § 1 kodeksu karnego, przemoc w rodzinie jest przestępstwem. Problem ten ujmowany jest w ramach polityki Unii Europejskiej. W opinii Europejskiego Komitetu Ekonomiczno-Społecznego w sprawie przemocy domowej wobec kobiet z 14 lipca 2005 roku stwierdza się: 

Przemoc domowa, fizyczna i moralna mężczyzn wobec kobiet stanowi jedno z najpoważniejszych pogwałceń praw człowieka – prawa do życia oraz do nietykalności fizycznej i psychicznej.

#### Przemoc w szkole
Przemoc nauczycieli wobec uczniów.
Przemoc uczniów względem innych uczniów.

#### Przemoc w więzieniu
Chociaż więzienie jest miejscem, w którym osadza się m.in. ludzi stosujących przemoc w społeczeństwie, w Polsce walki między więźniami stosowane są rzadko. Stosowanie przemocy jest ukierunkowane w stronę konkretnych grup więźniów. Częściej występuje ona w przypadku pobić nowicjuszy (świeżaków) i frajerów oraz samookaleczeń. Koszty walk są zbyt wysokie dla uzyskania zasobów lub prestiżu, przez co próby ich inicjowania kończą się, zanim dojdzie do starcia. Frajerzy stosują przy tym strategię poddawania, co kończy się degradacją ich statusu oraz rozpoczyna proces ich „eksploatowania” przez innych więźniów, natomiast stawiający opór grypsujący doprowadzają do zaniechania walki przez atakującego werbalnie przeciwnika.

## Stosowanie przemocy ze względu na środowisko społeczno-kulturowe
Steven Pinker twierdzi, że obserwowany we współczesnych społeczeństwach relatywnie niski poziom przemocy fizycznej jest wynikiem:
- powstania państw mających monopol na stosowanie przemocy i ograniczających agresję zarówno z zewnątrz, jak i wewnątrz nich,
- rozwoju wymiany handlowej i utrzymania handlu, nawet jeśli wymiana dotyczy dóbr bezużytecznych,
- feminizacji wyrażającej się nie tylko w udziale kobiet w polityce, ale także w kontroli życia rodzinnego, rozrodczości, która może się rozwijać w warunkach braku zewnętrznego zagrożenia agresją,
- rozwoju mediów, globalizacji i kosmopolityzmu oddziałujących na wzrost współczucia dla innych ludzi,
- wzrostu racjonalności pozwalającej na dostrzeganie nieużyteczności przemocy[23].

Redukcja przemocy, czego wskaźnikiem jest spadek liczby zgonów w jej wyniku, przyspiesza wraz z rozwojem społecznym. Zmiana społeczeństw zbieracko-łowieckich w społeczeństwa rolnicze powoduje, że pięciokrotnie spada liczba takich zgonów. Pojawienie się dużych królestw w Europie poprzez konsolidację księstw redukuje ten wskaźnik dziesięcio- a nawet pięćdziesięciokrotnie. Późniejszymi procesami osłabiania tego wskaźnika są: znoszenie usankcjonowanych form przemocy, mniejsza liczba konfliktów zbrojnych od zakończenia drugiej wojny światowej, zmienianie prawa w celu zwalczania przemocy oraz mniejsza liczba zorganizowanych konfliktów od lat 90. XX wieku.
Ponieważ skłonność do agresji u ludzi jest wrodzona, podobnie jak u innych spokrewnionych gatunków, niektóre czynniki środowiskowe mogą ją wyzwalać: traktowanie innych jako przeszkód albo konkurentów zdobyciu danego dobra, czerpanie przyjemności z zadawania bólu, ideologia pozwalająca traktować przemoc jako środek do osiągnięcia wyższego celu. Poza tym istnieją pewne kategorie czynników wpływających na ograniczanie przemocy: współczucie możliwe dzięki empatii, umiejętność samokontroli, zmysł moralny i rozum.

### Przemoc a media
Relacja między przemocą rzeczywistą a przemocą medialną jest obiektem zainteresowania wielu badaczy. W Stanach Zjednoczonych w latach osiemdziesiątych zostało spisanych ponad 2500 artykułów i książek na ten temat. Nie znaleziono żadnego znaczącego wyniku naukowego, który potwierdzałby wpływ mediów na występowanie zachowań agresywnych. Jednostki uspołecznione do przemocy mogą częściej wystawiać się na tego typu treści. Wysoki wskaźnik przemocy wśród młodzieży nie zawsze ma przełożenie na wszechobecną przemoc w mediach. Dla przykładu, Japonia to kraj dużej popularności gier wideo, w których można znaleźć walki i mangi nasiąknięte przemocą, a jednocześnie jest krajem, gdzie odnotowuje się jedna z najniższych z liczb przestępstw seksualnych na świecie. Innym przykładem są Stany Zjednoczone, które słyną z tworzenia filmów akcji i jednocześnie dużej liczby przestępstw. Przy tym są bardziej surowi w kontroli programów telewizyjnych niż Europejczycy. Przemoc w mediach może wywoływać pewnego rodzaju urazy psychiczne, dlatego treści w nich zamieszczane powinny podlegać publicznej kontroli. Biorąc w obronę część mediów, dowiedziono, że treści fikcyjne przeznaczone dla dzieci są dużo mniej szkodliwe niż informacje (np. wiadomości w TV), które odnoszą się do rzeczywistości.

#### Gry komputerowe a przemoc
Pierwsze wyniki badań naukowców z Iowa State University wskazują, iż osoby grające w gry z elementami przemocy (do badań wykorzystano gry: Carmageddon, Duke Nukem, Mortal Kombat, Future Cop) stają się mniej wrażliwe na przemoc w realnym życiu. Eksperyment wykazał, iż nawet 20-minutowa gra wpływa na zachowanie badanych. Tego typu gry akcji wpływają natomiast pozytywnie na procesy poznawcze, m.in. koncentrację, skupianie uwagi na kilku elementach jednocześnie i szybkość przetwarzania informacji. Zredukowanie skali przemocy w takich grach mogłoby pozwolić na wykorzystanie ich do stymulacji pracy mózgu, w tym również do celów terapeutycznych, zastępując mniej efektywne w terapii części zaburzeń komputerowe gry logiczne . 

## Przemoc u homininów
Przemoc jest zróżnicowana u gatunków zwierząt, nawet blisko spokrewnionych. W przypadku homininów, do których należy także Homo sapiens, samce szympansów zwyczajnych stosują ją często, natomiast jest ona rzadkością u bonobo (szympansów karłowatych). W ogrodach zoologicznych często samice bonobo napadają grupowo na samce, jednak w badaniach terenowych nie udokumentowano żadnego ataku ze skutkiem śmiertelnym. Zabijanie często zdarza się za to u szympansów zwyczajnych, zarówno jako skutek rywalizacji, jak i przy zabijaniu niemowląt przez przedstawicieli obu płci. Oba gatunki stosują również odmienne strategie w rywalizacji o terytorium. W takich przypadkach szympansy zwyczajne nierzadko doprowadzają do śmierci osobników z rywalizujących społeczności, natomiast bonobo na granicach terytoriów pojednawczo uprawiają seks. U szympansów karłowatych ataki grupowe na jednostkę stosowane są wówczas, gdy np. samiec próbuje zaatakować samicę z młodym.